# موسم العواصف الأوروبية 2023-2024
موسم العواصف الريحية الأوروبية 2023–2024 كان الموسم التاسع ضمن سلسلة تسمية العواصف الريحية في أوروبا. امتد لمدة عام من 1 سبتمبر 2023 حتى 31 أغسطس 2024. وقد شاركت هولندا للموسم الخامس عبر KNMI إلى جانب مكتب الأرصاد الجوية البريطاني مكتب الأرصاد الجوية وميت إيرين الأيرلندي ضمن المجموعة الغربية. كما تعاونت هيئات الأرصاد في البرتغال وإسبانيا وفرنسا وبلجيكا للعام السابع، وانضمت إليها لوكسمبورغ (المجموعة الجنوبية الغربية). وكان هذا الموسم الثالث الذي قامت فيه كل من اليونان وإسرائيل وقبرص (المجموعة الشرقية للبحر الأبيض المتوسط)، وإيطاليا وسلوفينيا وكرواتيا والجبل الأسود ومقدونيا الشمالية ومالطا (المجموعة الوسطى للبحر الأبيض المتوسط) بتسمية العواصف التي أثرت على مناطقهم.

## خلفية ومعايير التسمية

### التعاريف ومعايير التسمية
لا يوجد تعريف موحد لما يشكل عاصفة رياحية في أوروبا، ولا نظام موحد معتمد لتسميتها. في المجموعة الغربية (المملكة المتحدة، أيرلندا وهولندا)، تُسمى العاصفة عند إصدار أحد مكاتب الأرصاد الجوية في تلك الدول تحذيرًا برتقاليًا (كهرماني في بريطانيا)، والذي يتطلب عادة احتمالية هبوب رياح مستمرة تفوق 65 كم/س أو هبات رياح واسعة النطاق تتجاوز 110 كم/س. كما تؤخذ في الحسبان احتمالية التأثير وشدة النظام قبل التسمية. تستخدم المجموعة الجنوبية الغربية (إسبانيا، البرتغال، فرنسا) نظامًا مماثلًا في التسمية مع اختلاف الأسماء. في اليونان، تُستخدم معايير مختلفة لتسمية العواصف عندما تتجاوز الرياح المتوقعة 50 كم/س فوق اليابسة مع احتمالية تأثير كبير على البنية التحتية. في الدنمارك، يشترط أن تبلغ سرعة الرياح المتوسطة في الساعة 90 كم/س على الأقل.
يسمي قسم الأرصاد الجوية في جامعة برلين الحرة (FUB) جميع أنظمة الضغط العالي والمنخفض التي تؤثر على أوروبا، لكنه لا يسمي العواصف ذاتها.

## وصلات خارجية
- مركز العواصف - مكتب الأرصاد الجوية البريطاني
- تحذيرات الطقس - Met Éireann
- تحذيرات KNMI - هولندا